# Muxtar Hacıyev
Muxtar Hacıyev (ur. 1876 w rejonie kazachskim w guberni jelizawietpolskiej, zm. 21 kwietnia 1938 w Kommunarce) – azerbejdżański polityk.

## Życiorys
Należał do RKP(b), 12 lutego 1920 został członkiem KC Komunistycznej Partii (bolszewików) Azerbejdżanu. Od 21 maja 1921 do 28 kwietnia 1922 był przewodniczącym CIK Azerbejdżańskiej SRR, później do czerwca 1937 arbitrem Ludowego Komisariatu Rolnictwa. Mieszkał w Baku. 30 czerwca 1937 został aresztowany, 21 kwietnia 1938 skazany na śmierć przez Wojskowe Kolegium Sądu Najwyższego ZSRR pod zarzutem udziału w kontrrewolucyjnej organizacji terrorystycznej i rozstrzelany. 4 kwietnia 1956 pośmiertnie go zrehabilitowano.